# کربن (مجله)
کربن(به انگلیسی: Carbon) مجله‌ای تخصصی در زمینه دانش کربن و علوم وابسته از جمله نانو لوله‌های کربنی و دیگر ساختارهای کربنی است که از سال ۱۹۶۴ میلادی توسط انتشارات الزویر به چاپ می‌رسد.